# Running Free (película)
Running Free (Amigos inseparables en Hispanoamérica y Corriendo libre en España) es una película estadounidense de 1999 dirigida por Serguéi Bodrov y distribuida por Columbia Pictures. Está protagonizada por Lukas Haas, Arie Verveen, Chase Moore, Maria Geelbooi y Jan Decleir.

## Sinopsis
En un pueblo minero de África, durante la Primera Guerra Mundial, Richard (Chase Moore), un niño huérfano de 12 años encuentra a un caballo llamado Lucky, que fue separado de su madre al nacer. El caballo y el muchacho se hacen amigos y posteriormente conoce a una joven nativa de 12 años llamada Nyka (Maria Geelbooi) y un antílope.

## Argumento
La película se desarrolla principalmente en el África sudoccidental alemana (ahora Namibia) en 1914 durante la Primera Guerra Mundial. Una yegua árabe da a luz a un hermoso potro castaño durante un viaje a Swakopmund para trabajar en las minas de cobre. El potro es separado de su madre al llegar a un pueblo minero colonial alemán y casi muere por deshidratación. Posteriormente, Richard (Chase Moore), un simpático niño de 12 años de cuadra de la ciudad, lo salva de una muerte segura.
Richard permite que Lucky viva en el establo de pura sangre, para gran resentimiento de César, el semental residente y caballo premiado de un rico residente colonial. Lucky finalmente se reúne con su madre, pero César la mata, furioso porque un caballo de batalla ha entrado ilegalmente en su establo. Lucky se aleja de la ciudad tras la muerte de su madre, pero regresa después de ser golpeado por una serpiente del desierto. Richard trata la picadura con la medicación personal de César, pero a pesar de haber sido amenazado con graves consecuencias por parte del vengativo jefe (Jan Decleir). Después de ser brutalmente castigados, el dúo parte en busca de un oasis muy buscado en las montañas cercanas.
Solo en el desierto de Namib con Lucky, Richard se encuentra con una niña de 12 años llamada Nyka (Maria Geelbooi) que les enseña cómo sobrevivir en el duro paisaje. Cuando finalmente regresan al asentamiento minero, es atacado por un ataque aéreo sudafricano. La guarnición local de Schutztruppe comienza a evacuar a los civiles, pero Richard se niega a dejar a Lucky. Se ve obligado a hacerlo en contra de su voluntad cuando los biplanos aliados regresan para bombardear el ferrocarril. De regreso al campamento, Lucky es repelido por César y los otros caballos que lo tratan con desprecio. Se dirige al oasis una vez más, prometiendo vencer a César algún día.
Después de la evacuación, Nyka se quedó a cargo de Lucky e incluso lo llevó a su tribu. Cuando percibió un olor familiar de la caza realizada por la tribu de Nyka, Lucky se fue. Después de conocer varios animales exóticos en el desierto, Lucky finalmente se topa con el oasis escondido. 2 años más tarde, regresa, derrota a César y lleva a los caballos restantes al agua.
Pasan otros 12 años con Lucky presidiendo su nueva manada antes de que Richard (Arie Verveen) ya adulto, de 26 años, regrese al suroeste de África, ahora bajo mandato sudafricano. Encuentra el pueblo minero desierto y vuela hacia el desierto en busca del oasis, que se puede vislumbrar desde el cielo. Al aterrizar, Richard tropieza con los caballos y Lucky casi lo mata, quien lo ataca. Sin embargo, este último pronto reconoce el silbido único de su amigo y los dos reavivan su relación. La película termina con Lucky liderando la manada a través del desierto de Namib para que la manada viva durante siglos.

## Reparto
- Lukas Haas - Narrador
- Arie Verveen - Richard adulto
- Chase Moore - Richard niño
- Maria Geelbooi - Nyka
- Jan Decleir - Jefe
- Patrick Lyster - Oficial
- Dan Robbertse - Coronel
- Nicholas Trueb - Hans

## Reparto animal
- Fat Albert - Caesar
- Kateefa - Grey Mare/Madre de Lucky

- Datos: Q3002671